# زمان من (فیلم)
زمان من (انگلیسی: Me Time، به معنی: زمان شخصی) فیلم آمریکایی در ژانر کمدی به کارگردانی جان هامبورگ است. در این فیلم کوین هارت، مارک والبرگ، رجینا هال، لوئیس خراردو مندوز، جیمی اویانگ به هنرپیشگی پرداختند. این فیلم در تاریخ ۲۶ اوت ۲۰۲۲ توسط نتفلیکس منتشر شد، و به‌طور کلی نقدهای منفی دریافت کرد.

## موضوع
پدری که اولین بار پس از چندین سال که همسر و فرزندانش از او دور هستند، برای خود وقت می‌گذارد. او برای یک تعطیلات آخر هفته بار دیگر با دوستانش ارتباط برقرار می‌کند.

## شرح داستان
سانی و هاک، که از دوران دبیرستان دوستانی صمیمی بوده‌اند، پانزده سال پیش و پس از آن‌که سانی تجربه‌ای نزدیک به مرگ داشت، دیدار سالانه‌شان را به مناسبت تولد هاک متوقف کردند.
اکنون، سانی یک «پدر خانه‌دار» است که همه توجهش را معطوف خانواده‌اش کرده است. هاک، طبق عادت هر ساله، با او تماس می‌گیرد تا او را به جشن تولد سالانه‌اش دعوت کند. سانی که تمایلی به شرکت ندارد، ناگهان پس از سال‌ها فرصتی برای «زمان شخصی» پیدا می‌کند، چرا که همسر و فرزندانش برای مدتی از خانه دور شده‌اند.
اما سانی تنها پس از چند روز احساس بی‌حوصلگی می‌کند. هر روز گلف بازی می‌کند اما در آن افتضاح است، چند روز پیاپی در مهمانی‌های کباب‌پزی شرکت می‌کند و بیش از اندازه غذا می‌خورد تا جایی که بالا می‌آورد، دوستانش هم نمی‌توانند همراهی‌اش کنند، و فرزندانش نیز به نظر نمی‌رسد دلتنگش باشند. در نهایت، تصمیم می‌گیرد به جشن تولد پرهیجان هاک بپیوندد. وقتی به محل گردهمایی می‌رسد، همه در حال شنا بدون لباس هستند. سپس سوار اتوبوس اجاره‌ای هاک می‌شوند و گرمکن‌های یک‌شکل به تن می‌کنند.
در همین حال، همسر سانی، مایا، و فرزندانش که نزد والدین او اقامت دارند، میزبان مشتری ثروتمندش، آرماندو، می‌شوند؛ کسی که سانی می‌ترسد علاقه‌مند به مایا باشد.
اتوبوس مهمانی شرکت‌کنندگان را در بیابان پیاده می‌کند، جایی که چند یورت مشترک برپا شده و برنامه این است که خودشان غذایشان را از طبیعت تهیه کنند. ابزار لازم به آن‌ها داده می‌شود و سانی برای «شماره دو» به گوشه‌ای می‌رود. یک شیر کوهی به تعقیبش می‌پردازد، اما او با تزریق خودکار «اِپی‌پن» به آن حیوان، موفق به فراری‌دادنش می‌شود و لقب «سگ گنده» می‌گیرد. همان شب، وقتی سانی با خانواده‌اش تماس می‌گیرد، متوجه می‌شود که آرماندو با هواپیمای دریایی به دیدارشان آمده است. او وقتی می‌شنود آرماندو به مایا پروژه بزرگی پیشنهاد داده، حسادت می‌کند و گفت‌وگو به مشاجره‌ای شدید تبدیل می‌شود که با قطع تماس پایان می‌یابد.
استن، رباخوار هاک، با طلب ۴۷ هزار دلار وارد صحنه می‌شود. افرادش، از جمله زنی به نام دوریت، انگشت سانی را می‌شکنند و محل اردو را به آتش می‌کشند. وقتی همه می‌روند، سانی می‌ماند تا به هاک در نجات وسایل کمک کند. هاک اعتراف می‌کند که اوضاع مالی‌اش وخیم شده و احساس تنهایی می‌کند. در مسیر بازگشت به لس‌آنجلس با تاکسی اینترنتی، سانی آرماندو را می‌بیند. آن‌ها سه‌نفره وارد خانه او می‌شوند و چند شوخی زننده انجام می‌دهند، اما به‌طور تصادفی یکی از لاک‌پشت‌های آرماندو آسیب می‌بیند و همه چیز با دوربین ضبط می‌شود.
سانی خانه‌اش را در اختیار هاک می‌گذارد تا جشن تولد را آن‌جا ادامه دهد، چون خانواده‌اش هنوز برنگشته‌اند. یکی از شرکت‌کنندگان از طریق شبکه‌های اجتماعی اعلان مهمانی را پخش می‌کند و جشن به مهمانی دیوانه‌واری تبدیل می‌شود. «سیل» نیز به مهمانی می‌آید و سانی با او موسیقی اجرا می‌کند. درست در اوج بی‌نظمی، خانواده از راه می‌رسند. مایا فرزندان را برمی‌دارد و می‌رود. او از سانی می‌خواهد مدتی از خانه دور بماند.
در دوران جدایی، سانی سعی در جبران اشتباهات دارد؛ از آرماندو عذرخواهی می‌کند و با جدیت بر روی نمایش استعدادی کودکان کار می‌کند. در پایان برنامه، پسرش دش روی صحنه دچار بحران می‌شود و فریاد می‌زند که از کیبورد متنفر است. سانی متوجه می‌شود که خودخواه و بیش‌ازحد کنترل‌گر بوده و از همه عذر می‌خواهد و از دیگران دعوت می‌کند آزادانه اجرا کنند.
در پایان، سانی هاک را می‌یابد و او را متقاعد می‌کند که با هم شرکت برنامه‌ریزی مهمانی راه‌اندازی کنند.

## بازیگران
- کوین هارت در نقش سانی فیشر
- مارک والبرگ در نقش هوک دمبو
- رجینا هال در نقش مایا فیشر همسر سانی فیشر
- لوئیس خراردو مندوز در نقش آرماندا زاوالا
- جیمی او یانگ در نقش استن برمن
- جان آموس در نقش جیل
- اندرو سانتینو در نقش آلان گلر

## بازخورد
در وبگاه جمع‌آوری نقد راتن تومیتوز، ٪۶ از ۶۴ بررسی منتقدان مثبت است، و میانگینِ امتیاز آن ۳٫۴/۱۰ است. اجماع این وبگاه چنین می‌نویسد: «برای تماشاگرانی که به‌طور غیرقابل توضیحی تشنهٔ دیدن ستاره‌هایی هستند که در یک کمدی به‌شدت خنده‌دار تلف می‌شوند، زمان من ممکن است فیلم سال باشد.» این فیلم در متاکریتیک که از میانگین وزنی استفاده می‌کند، بر اساس نظر ۱۹ منتقدین امتیاز ۲۵ از ۱۰۰ را کسب کرده که نشان‌گر «نقدهای عموما نامطلوب» است.